# Monumento al Teniente Coronel Teijeiro

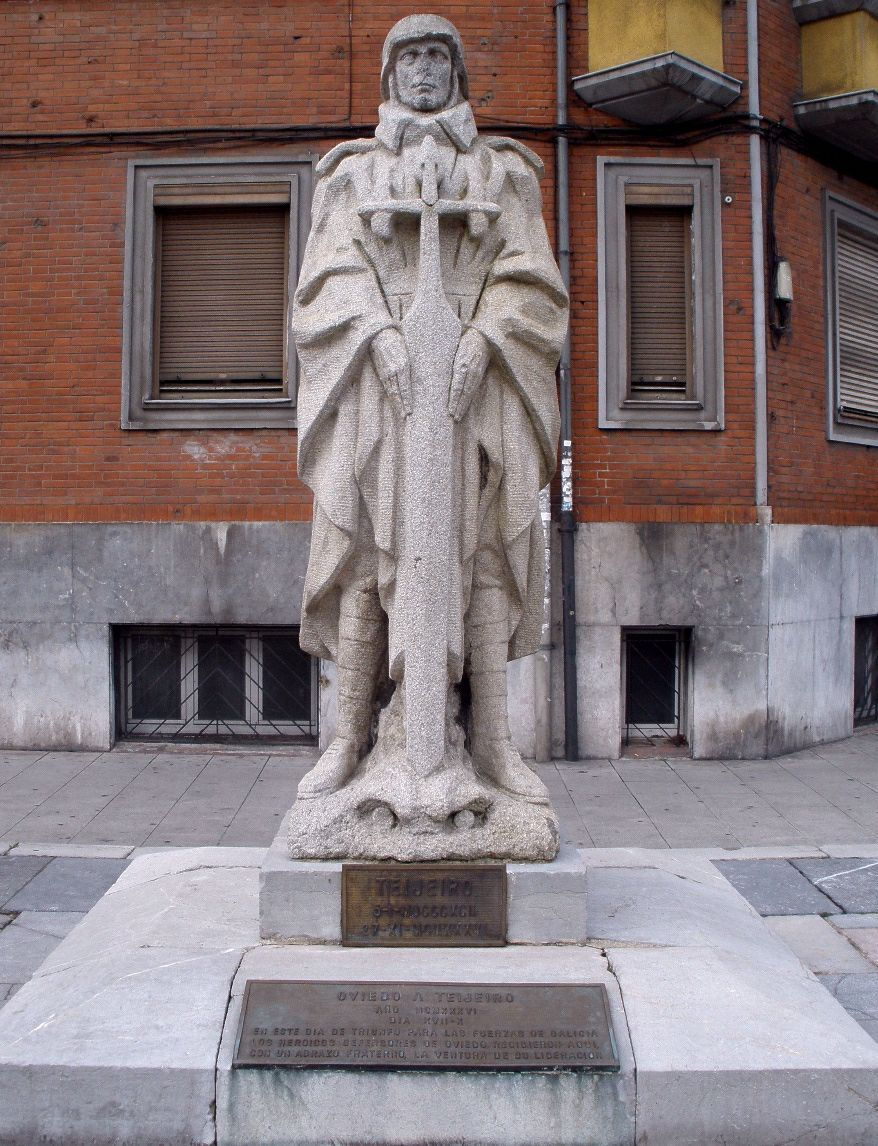
El Monumento al Teniente Coronel Teijeiro (imagen tomada en agosto de 2011)

La escultura urbana conocida por el nombre Monumento al Teniente Coronel Teijeiro, ubicada en la plaza Liberación, en la ciudad de Oviedo, Principado de Asturias, España, es una de las más de un centenar que adornan las calles de la mencionada ciudad española.
El paisaje urbano de esta ciudad,  se ve adornado por  obras escultóricas, generalmente monumentos conmemorativos dedicados a personajes de especial relevancia en un primer momento, y más puramente artísticas desde finales del siglo XX.
La escultura, hecha en piedra, es obra de Francisco Asorey, y está datada en 1952.
Se trata de la imagen de un soldado del ejército español vestido con la indumentaria reglamentaria. El modelo para la obra fue su propio hijo José Manuel, al que se le esculpe con rostro impersonal, para representar a todos los soldados.
Es una figura simétrica (cuyo eje es una gran espada que se sitúa clavada en la piedra de la base), rígida, muy esquemática, sólo tiene movimiento la caída y plegado de la capa que lleva.
El monumento recuerda el Monumento al soldado gallego de Coruña, pero en esta última ocasión el movimiento está presente en la actitud de la figura y su torsión.
También presenta este  monumento unas inscripciones y placas.«Oviedo a Teijeiro - +Año MCMXXXVI - Día XVII-X - En este día de triunfo para las fuerzas de Galicia los heroicos defensores de Oviedo recibieron aquí, con un abrazo fraterno, la ventura de su liberación», completado en su cara opuesta con la efigie del militar grabada en bronce y cuya leyenda decía: «Teijeiro - 5-I-MDCCCXCII- † 27-XI-MCMXXXVI».
En diciembre del año 2012 se procedió a la retirada de la estatua de su ubicación habitual, según el departamento de obras públicas del Ayuntamiento de Oviedo, por motivos de memoria histórica.
Cuando se inauguró el 17 de octubre de 1952 por parte del Ayuntamiento de Oviedo, la intención era homenajear  al Teniente Coronel Jesús Teijeiro, ya que fue quien rompió el cerco al que se vio sometida Oviedo durante la guerra civil,  penetrado en la ciudad de Oviedo por San Claudio el 17 de octubre de 1936.
El monumento se vio sujeto a ciertas transformaciones con el paso del tiempo, por ejemplo, hacia 1960, con la apertura al tránsito rodado de la calle División Azul (llamada a partir de ese momento Ronda Norte), fue desplazado acercándolo a  las viviendas de la plaza. Más tarde, en  1995,  la plaza se volvió a remodelar, se quitó el muro posterior del monumento, lo cual supuso la eliminación de las leyendas, así como  y la efigie del militar, tal y como se conserva hasta el momento en el que se procede a su retirada.